# Липаза карбоксильного эфира
Зависимая от солей желчных кислот липаза (BSDL), также известная как липаза карбоксильного эфира (CEL), представляет собой фермент, вырабатываемый поджелудочной железой взрослого человека и помогающий переваривать жиры. Липаза, стимулированная солями желчных кислот (BSSL), представляет собой эквивалент фермента, обнаруженного в грудном молоке. BSDL был обнаружен в секрете поджелудочной железы всех видов, у которых его искали. BSSL, первоначально обнаруженный в молоке людей и различных других приматов, с тех пор был обнаружен в молоке многих животных, включая собак, кошек, крыс и кроликов.

## Ферментативная активность
Более 95% жира, присутствующего в грудном молоке и смесях для младенцев, находится в форме триацилглицеринов (ТГ). Считается, что у взрослых ТГ расщепляются или гидролизуются в основном ферментом колипазозависимой липазой (CDL). У новорожденных активность CDL в двенадцатиперстной кишке ниже, чем у взрослых.
И BSDL, и BSSL обладают широкой субстратной специфичностью и, подобно CDL, способны гидролизовать триацилглицериды (в дополнение к фосфолипидам, сложным эфирам холестерина и жирорастворимым витаминам). В частности, они могут гидролизовать сложные эфиры незаменимых жирных кислот (n-3 и n-6 ПНЖК) и ДГК. Продукция BSDL в поджелудочной железе новорожденного довольно низка по сравнению с производством в молочной железе или поджелудочной железе взрослого человека.
Однако новорожденные младенцы относительно хорошо усваивают липиды, учитывая низкий уровень продуцируемых ими CDL и BSDL. Это наблюдение привело к предположению, что BSDL, продуцируемый лактирующей молочной железой и присутствующий в молоке, может компенсировать низкие уровни других ферментов, переваривающих ТГ, и помогать новорожденным в абсорбции липидов. Важность BSSL в грудном молоке для питания недоношенных детей была высказана в 2007 году Это тоже было прямо недавно показано.

## Дальнейшее чтение
- Kumar BV, Aleman-Gomez JA, Colwell N, et al. (1992). Structure of the human pancreatic cholesterol esterase gene. Biochemistry. 31 (26): 6077–81. doi:10.1021/bi00141a017. PMID 1627550.
- Lidberg U, Nilsson J, Strömberg K, et al. (1992). Genomic organization, sequence analysis, and chromosomal localization of the human carboxyl ester lipase (CEL) gene and a CEL-like (CELL) gene. Genomics. 13 (3): 630–40. doi:10.1016/0888-7543(92)90134-E. PMID 1639390.
- Taylor AK, Zambaux JL, Klisak I, et al. (1991). Carboxyl ester lipase: a highly polymorphic locus on human chromosome 9qter. Genomics. 10 (2): 425–31. doi:10.1016/0888-7543(91)90328-C. PMID 1676983.
- Nilsson J, Bläckberg L, Carlsson P, et al. (1990). cDNA cloning of human-milk bile-salt-stimulated lipase and evidence for its identity to pancreatic carboxylic ester hydrolase. Eur. J. Biochem. 192 (2): 543–50. doi:10.1111/j.1432-1033.1990.tb19259.x. PMID 1698625.
- Lindström MB, Persson J, Thurn L, Borgström B (1991). Effect of pancreatic phospholipase A2 and gastric lipase on the action of pancreatic carboxyl ester lipase against lipid substrates in vitro. Biochim. Biophys. Acta. 1084 (2): 194–7. doi:10.1016/0005-2760(91)90220-C. PMID 1854805.
- Baba T, Downs D, Jackson KW, et al. (1991). Structure of human milk bile salt activated lipase. Biochemistry. 30 (2): 500–10. doi:10.1021/bi00216a028. PMID 1988041.
- Christie DL, Cleverly DR, O'Connor CJ (1991). Human milk bile-salt stimulated lipase. Sequence similarity with rat lysophospholipase and homology with the active site region of cholinesterases. FEBS Lett. 278 (2): 190–4. doi:10.1016/0014-5793(91)80114-I. PMID 1991511.
- Reue K, Zambaux J, Wong H, et al. (1991). cDNA cloning of carboxyl ester lipase from human pancreas reveals a unique proline-rich repeat unit. J. Lipid Res. 32 (2): 267–76. doi:10.1016/S0022-2275(20)42088-7. PMID 2066663.
- Hui DY, Kissel JA (1991). Sequence identity between human pancreatic cholesterol esterase and bile salt-stimulated milk lipase. FEBS Lett. 276 (1–2): 131–4. doi:10.1016/0014-5793(90)80525-N. PMID 2265692.
- Escribano MJ, Imperial S (1990). Purification and molecular characterization of FAP, a feto-acinar protein associated with the differentiation of human pancreas. J. Biol. Chem. 264 (36): 21865–71. doi:10.1016/S0021-9258(20)88264-7. PMID 2600091.
- Erlanson-Albertsson C, Sternby B, Johannesson U (1985). The interaction between human pancreatic carboxylester hydrolase (bile-salt-stimulated lipase of human milk) and lactoferrin. Biochim. Biophys. Acta. 829 (2): 282–7. doi:10.1016/0167-4838(85)90199-2. PMID 3995055.
- Chekhranova MK, Il'ina EN, Shuvalova ER, et al. (1994). [Cloning, determination of primary structure, and expression of the C-terminal segment of human cholesterol-esterase/lipase, containing the antigenic determinant of the protein, in Escherichia coli]. Mol. Biol. (Mosk.). 28 (2): 464–7. PMID 7514266.
- Roudani S, Miralles F, Margotat A, et al. (1995). Bile salt-dependent lipase transcripts in human fetal tissues. Biochim. Biophys. Acta. 1264 (1): 141–50. doi:10.1016/0167-4781(95)00141-3. PMID 7578248.
- Bruneau N, de la Porte PL, Sbarra V, Lombardo D (1995). Association of bile-salt-dependent lipase with membranes of human pancreatic microsomes. Eur. J. Biochem. 233 (1): 209–18. doi:10.1111/j.1432-1033.1995.209_1.x. PMID 7588748.
- Wang CS, Dashti A, Jackson KW, et al. (1995). Isolation and characterization of human milk bile salt-activated lipase C-tail fragment. Biochemistry. 34 (33): 10639–44. doi:10.1021/bi00033a039. PMID 7654718.
- Nilsson J, Hellquist M, Bjursell G (1993). The human carboxyl ester lipase-like (CELL) gene is ubiquitously expressed and contains a hypervariable region. Genomics. 17 (2): 416–22. doi:10.1006/geno.1993.1341. PMID 7691717.
- Bruneau N, Lombardo D (1995). Chaperone function of a Grp 94-related protein for folding and transport of the pancreatic bile salt-dependent lipase. J. Biol. Chem. 270 (22): 13524–33. doi:10.1074/jbc.270.22.13524. PMID 7768954.
- Mas E, Abouakil N, Roudani S, et al. (1993). Human fetoacinar pancreatic protein: an oncofetal glycoform of the normally secreted pancreatic bile-salt-dependent lipase. Biochem. J. 289 (2): 609–15. doi:10.1042/bj2890609. PMC 1132213. PMID 8424803.
- Shamir R, Johnson WJ, Morlock-Fitzpatrick K, et al. (1996). Pancreatic carboxyl ester lipase: a circulating enzyme that modifies normal and oxidized lipoproteins in vitro. J. Clin. Invest. 97 (7): 1696–704. doi:10.1172/JCI118596. PMC 507234. PMID 8601635.
- Landberg E, Påhlsson P, Krotkiewski H, et al. (1997). Glycosylation of bile-salt-stimulated lipase from human milk: comparison of native and recombinant forms. Arch. Biochem. Biophys. 344 (1): 94–102. doi:10.1006/abbi.1997.0188. PMID 9244386.